# Iablanița (Caraș-Severin)

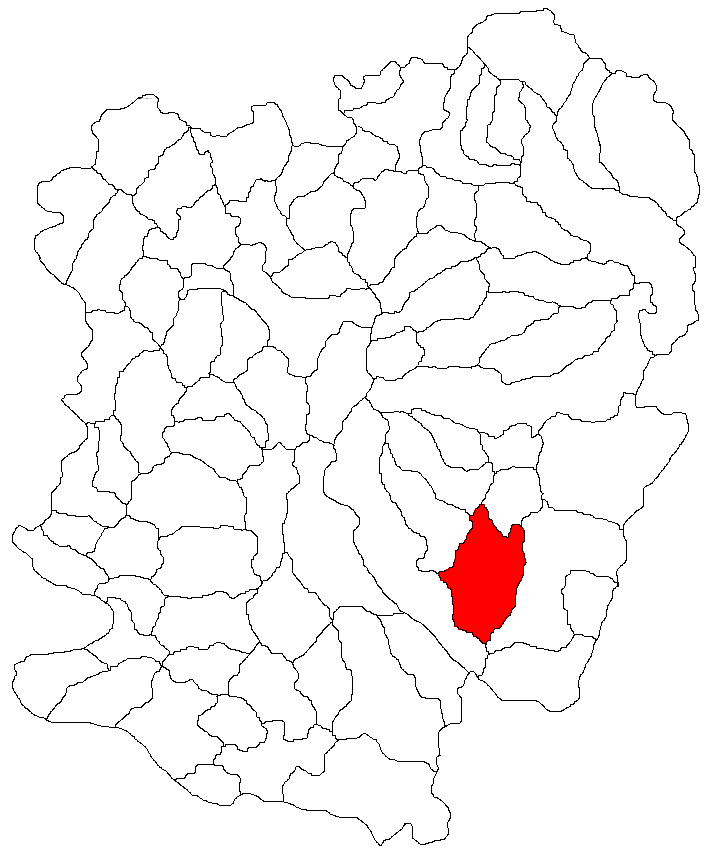
Lage der Gemeinde Iablanița im Kreis Caraș-Severin

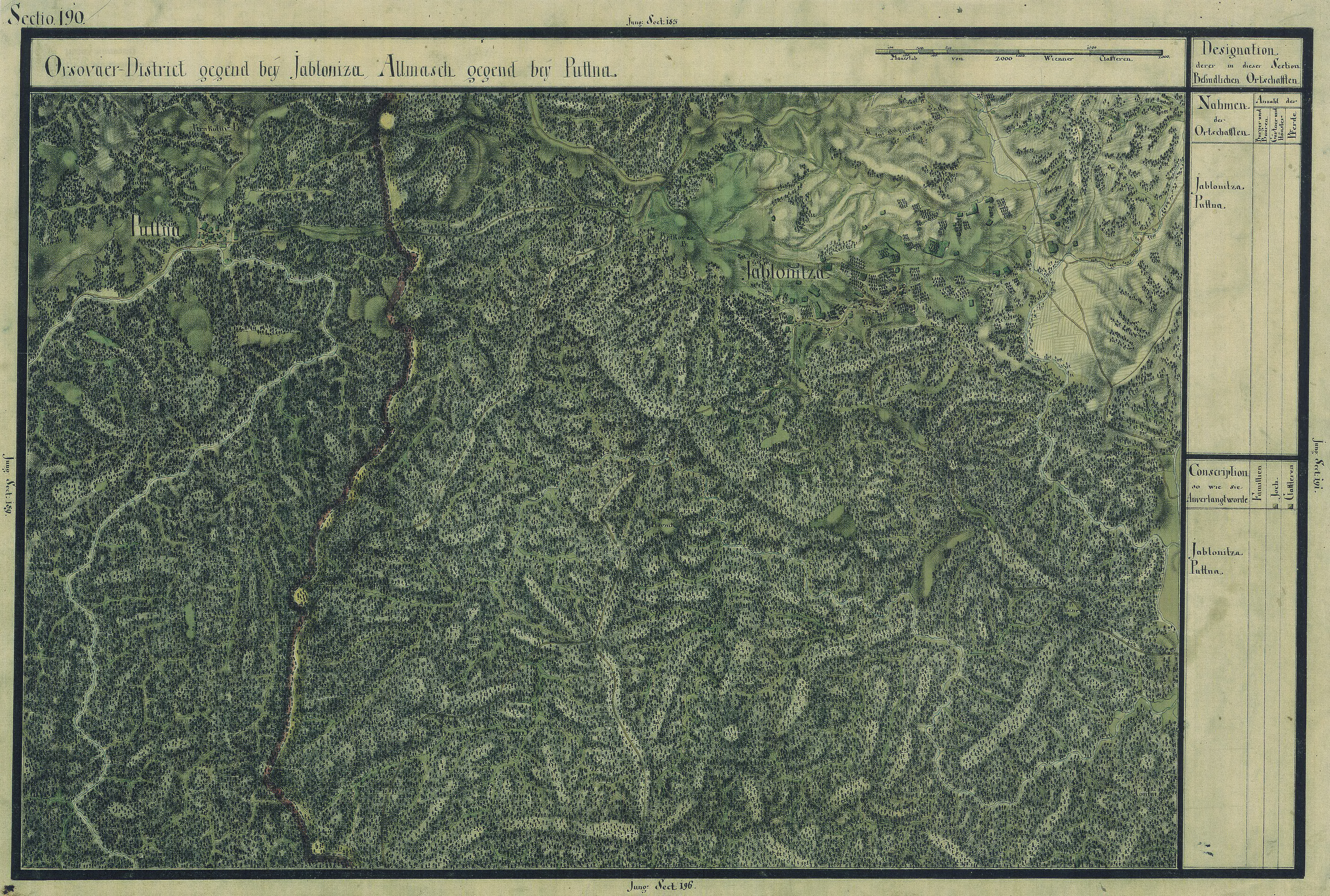
Iablanița auf der Josephinischen Landaufnahme

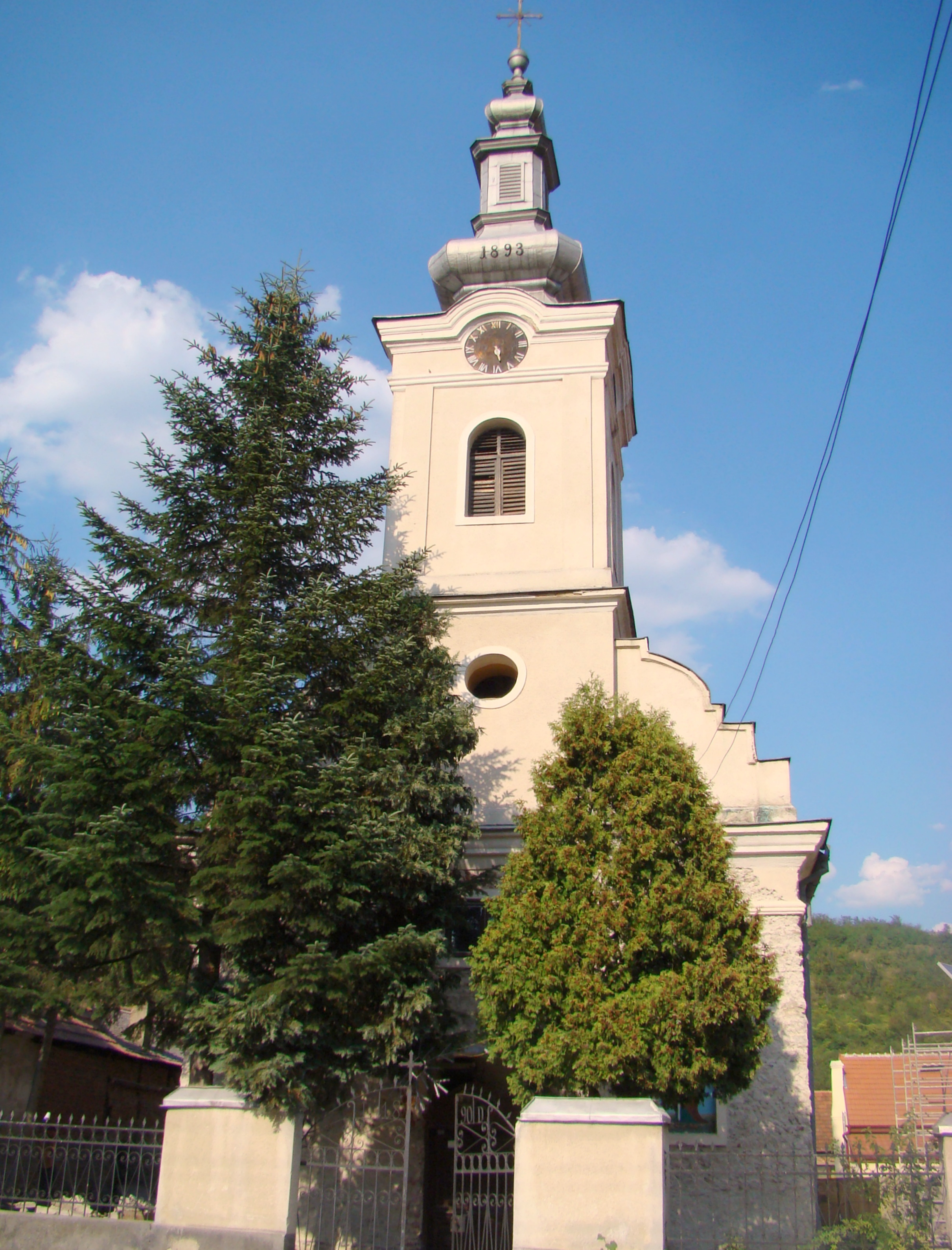
Kirche in Iablanița

Iablanița (deutsch Jablanitza, ungarisch Bélajablánc oder Jablanica) ist eine Gemeinde im Kreis Caraș-Severin, in der Region Banat, im Südwesten Rumäniens. Zu der Gemeinde Iablanița gehören auch die Dörfer Globu Craiovei und Petnic.

## Geografische Lage
Iablanița liegt im Südosten des Kreises Caraș-Severin, an der Bahnstrecke Timișoara-Caransebeș-București und an der Nationalstraße Caransebeș-Bozovici-Oravița.

## Nachbarorte
| Petnic                            | Crușovăț                                    | Plugova          |
| Șumița                            | Kompassrose, die auf Nachbargemeinden zeigt | Valea Bolvașnița |
| Naturschutzgebiet Cheile Globului | Naturschutzgebiet Cheile Globului           | Mehadia          |

## Geschichte
Im Laufe der Jahrhunderte traten verschiedene Schreibweisen des Ortsnamens, der aus dem Slawischen kommt, in Erscheinung: 1428–1484 Jabolchyna, Jabelchna, Yabelchna, 1439 Jablanc, 1500 Jablanowo, 1501 Jablanicza, 1690–1700 Jabalnicza, 1808 Jablonicza, 1873 Jablanica, 1910 Bélajabláncz, 1913 Bélajablánc, 1920 Iablanița.
Eine erste urkundliche Erwähnung stammt aus dem Jahr 1402. Auf der Josephinischen Landaufnahme von 1717 ist Jablonitza mit 80 Häusern eingetragen. Nach dem Frieden von Passarowitz (1718) war die Ortschaft Teil der Habsburger Krondomäne Temescher Banat.
Infolge des Österreichisch-Ungarischen Ausgleichs (1867) wurde das Banat dem Königreich Ungarn innerhalb der Doppelmonarchie Österreich-Ungarn angegliedert. Die amtliche Ortsbezeichnung war Bélajablánc.
Der Vertrag von Trianon am 4. Juni 1920 hatte die Dreiteilung des Banats zur Folge, wodurch Iablanița an das Königreich Rumänien fiel.

## Bevölkerungsentwicklung
| 1880 | 3423 | 3374 | 13 | 32 | 4   |
| 1910 | 4052 | 3934 | 55 | 19 | 44  |
| 1930 | 3654 | 3513 | 8  | 12 | 121 |
| 1977 | 3034 | 3027 | 3  | 1  | 3   |
| 2002 | 2661 | 2641 | 1  | 1  | 18  |
| 2011 | 2281 | 2183 | 2  | 2  | 94  |
| 2021 | 1880 | 1808 | -  | 2  | 70  |